# Cyttus
Cyttus ist eine Gattung der Petersfischartigen (Zeiformes). Sie kommt in den gemäßigten Meeren der südlichen Hemisphäre, bei Südafrika, Südaustralien und Neuseeland in Tiefen von 10 bis 800 Metern vor.

## Merkmale
Die Fische haben die typische, hochrückige und seitlich abgeflachte Gestalt ihrer Verwandten. Sie werden 40 bis 54 Zentimeter lang. Die erste Rückenflosse hat acht bis zehn Hartstrahlen, die zweite 28 bis 36 Weichstrahlen. Im Unterschied zu den Petersfischen (Zeidae), zu denen sie früher gerechnet wurden, haben sie keine vergrößerten Schuppen an der Basis von Rücken- und Afterflosse und entlang des Seitenlinienorgans.

## Systematik
Die Gattung ist die einzige der Familie Cyttidae und der Unterordnung Cyttoidei. Es gibt drei Arten:
- Cyttus australis (Richardson, 1843)
- Cyttus novaezealandiae (Hutton, 1872)
- Cyttus traversi Hutton, 1872